# Машкины (Кирово-Чепецкий район)
 Машкины  — деревня в Кирово-Чепецком районе Кировской области в составе Федяковского сельского поселения.

## География
Расположена на расстоянии менее 1 км на восток-северо-восток от центра поселения села Шутовщина.

## История
Известна с 1671 года как пустошь Жилинская с 1 двором, в 1764 году 28 жителей, в 1802 7 дворов. В 1873 году здесь (деревня Жилинская Пустошь или машкины) дворов 11 и жителей 58, в 1905 9 и 55, в 1926 (уже Машкины) 10 и 53, в 1950 11 и 32, в 1989 2 жителя. 

## Население
Постоянное население составляло 3 человека (русские 100%) в 2002 году, 4 в 2010.